# Park Hibiya
Park Hibiya (jap. 日比谷公園 Hibiya Kōen) – tokijski park miejski, położony w dzielnicy Chiyoda, graniczący z południową fosą cesarskiego kompleksu pałacowego (Kōkyo).

## Historia
Do końca okresu Tokugawa teren ten był siedzibą różnych daimyō. W okresie Meiji został przeznaczony do musztry i parad wojskowych, a następnie stworzono pierwszy nowoczesny park miejski w Japonii w stylu zachodnim, otwarty w 1903 roku. 
Od tego czasu park stał się miejscem wielu wydarzeń różnego rodzaju, często o wielkim znaczeniu dla kraju.
W 1905 roku na terenie parku miał miejsce 30-tysięczny agresywny protest przeciwko postanowieniom traktatu z Portsmouth, wynegocjowanego z pośrednictwem Stanów Zjednoczonych pomiędzy pokonaną Rosją a zwycięską Japonią. Organizacje: Stowarzyszenie Mrocznego Oceanu (Gen’yōsha) i Stowarzyszenie Czarnego Smoka (Kokuryūkai), potępiając warunki traktatu jako „haniebne dla honoru narodowego Japonii” doprowadziły do zamieszek, które rozszerzyły się na całe miasto. Byli zabici i setki rannych, zniszczono dziesiątki policyjnych posterunków (kōban), podpalono 13 kościołów (jako sanktuariów nie-japońskiej religii).
W listopadzie 1943 roku odbyła się w Tokio konferencja Wielkiej Azji Wschodniej (Greater East Asia Conference, Dai Tōa Kaigi). Na zakończenie wydano pięciopunktową deklarację. Następnego dnia po jej przyjęciu w Parku Hibiya odbył się wielotysięczny wiec z udziałem delegacji państw azjatyckich uczestniczących w konferencji. Goście wyrazili wdzięczność Japonii za wypędzenie brytyjskich i amerykańskich imperialistów z Azji. Wszyscy już jednak wiedzieli wówczas, że losy wojny obróciły się przeciwko Japonii.

## Opis
Entuzjazm projektanta parku o powierzchni 16 ha jako pioniera kultury widoczny jest w małej sali muzycznej, pierwszym kwietniku i drodze wysadzanej drzewami miłorzębu. Klomby wypełnione są kwiatami czterech pór roku, co tworzy miejsce relaksu dla osób pracujących w tej dzielnicy biznesu i administracji rządowej. W parku znajduje się zewnętrzny amfiteatr wykorzystywany m.in. do koncertów muzycznych. Jest też kilka restauracji i małe muzeum parkowe, biblioteka, pięć kortów tenisowych i kilka sklepów. Jednym z najważniejszych punktów, rodzajem symbolu, jest fontanna.
W parku znajduje się popiersie bohatera narodowego Filipin, José Rizala (1861–1896), który poświęcił swoje życie filipińskiemu ruchowi niepodległościowemu. Japońscy wolontariusze ustawili je w 1961 roku, upamiętniając jego pobyt w pobliskim hotelu w 1888 roku.

## Otoczenie parku
- Cesarski kompleks pałacowy
- Gmach parlamentu
- Imperial Hotel Tokyo
- Tokyo Takarazuka Theater

## Galeria

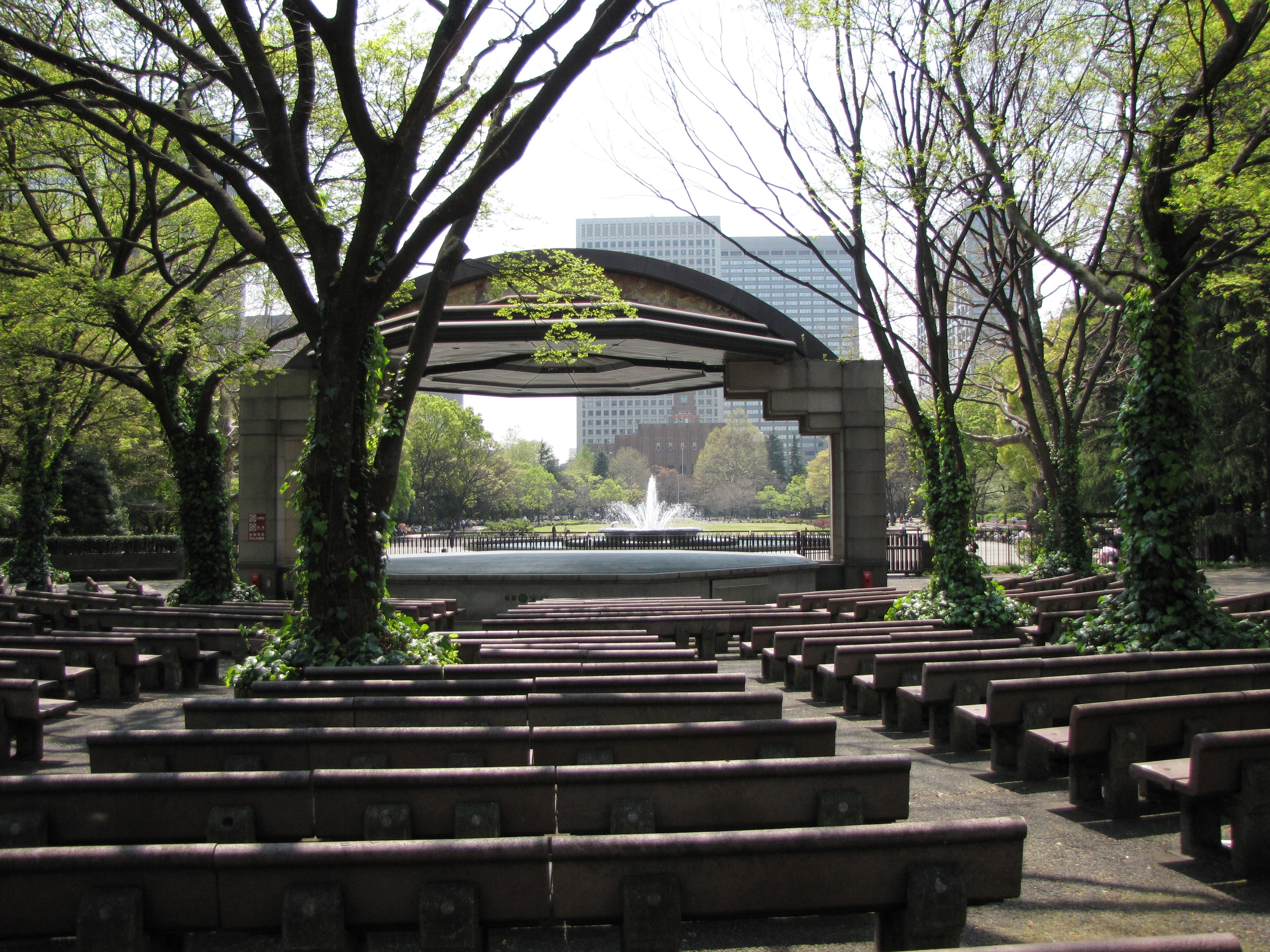
Scena na wolnym powietrzu
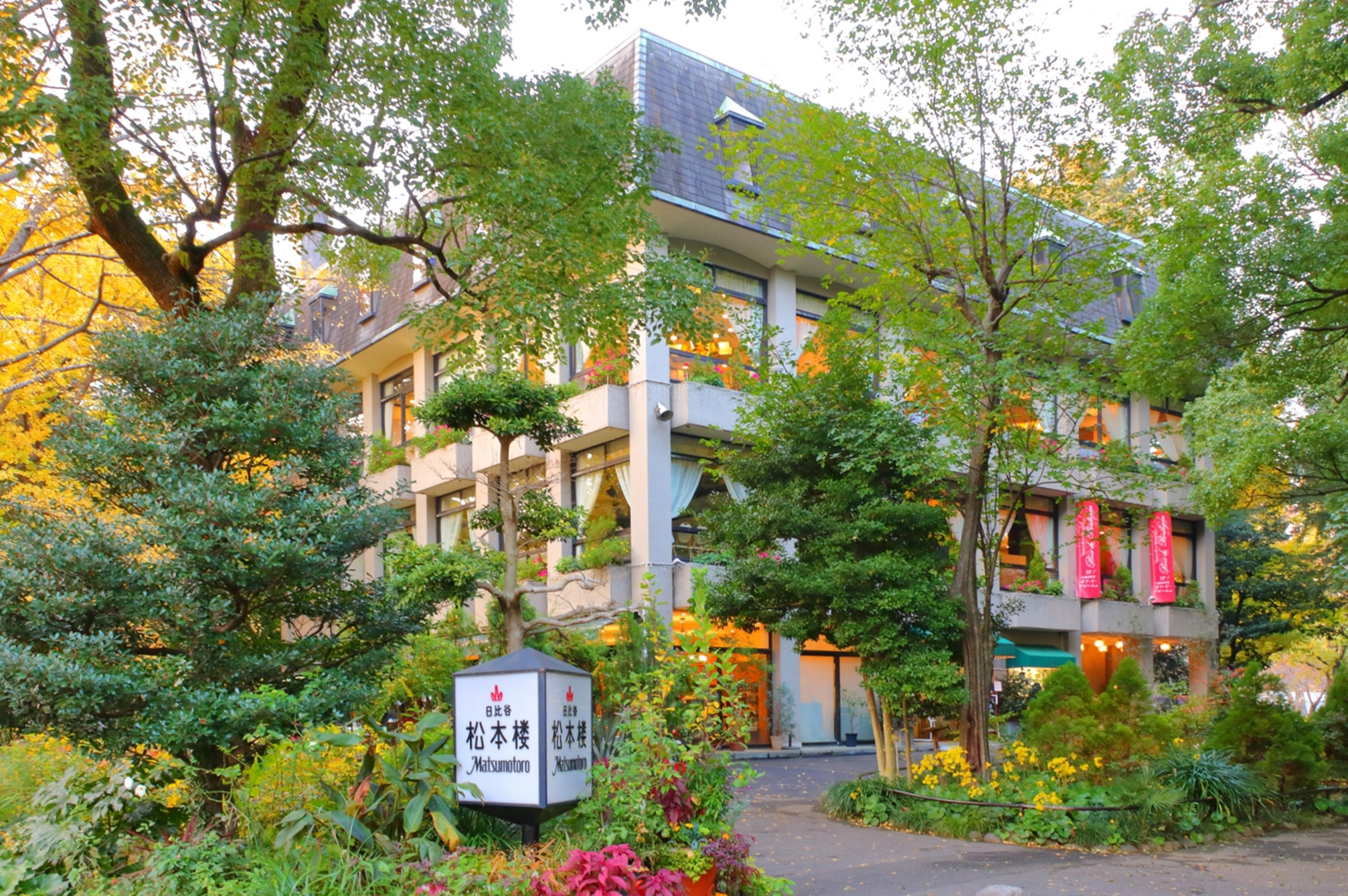
Matsumoto-rō[5], restauracje, sale bankietowe, wesela
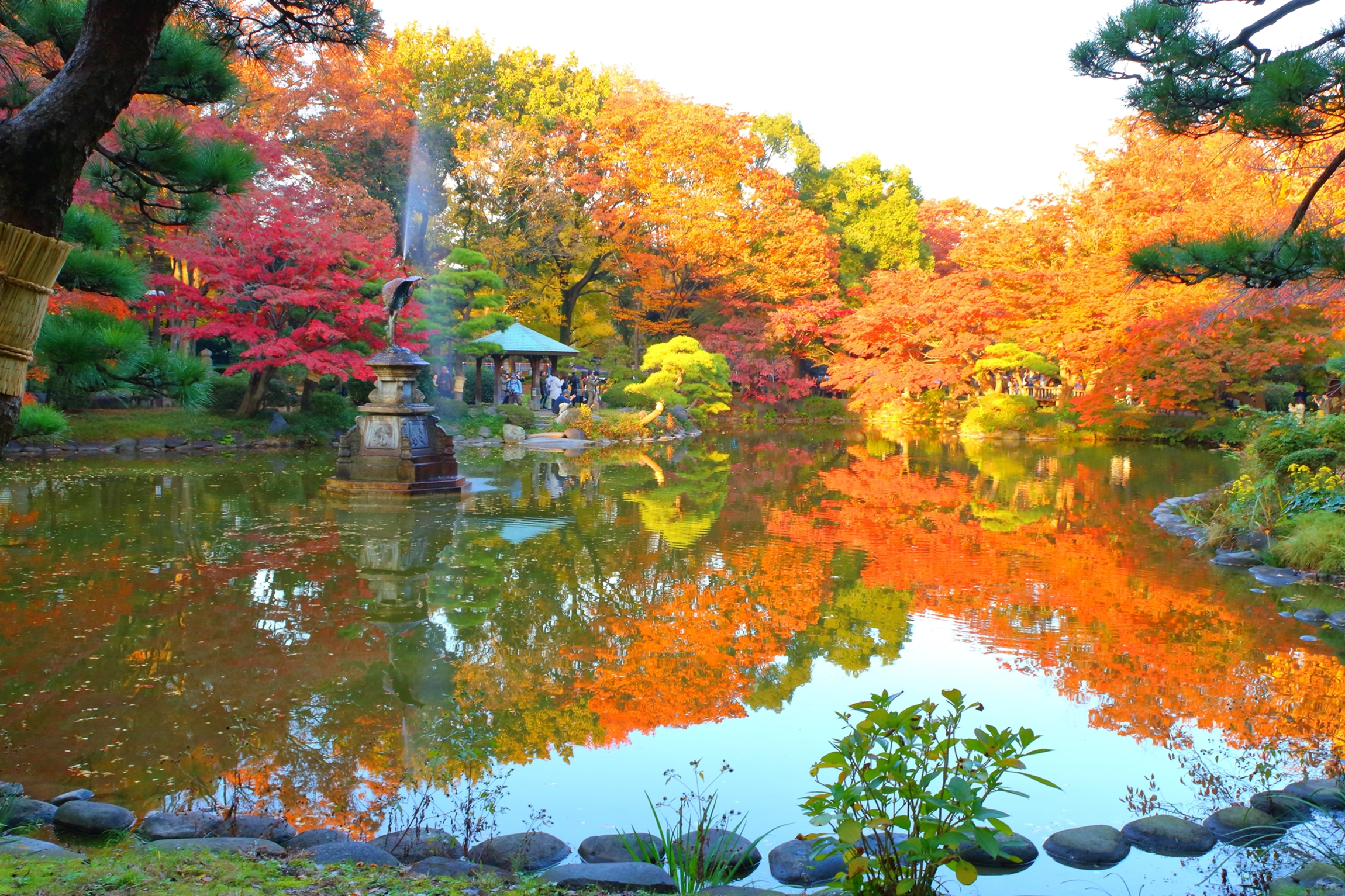
Park jesienią
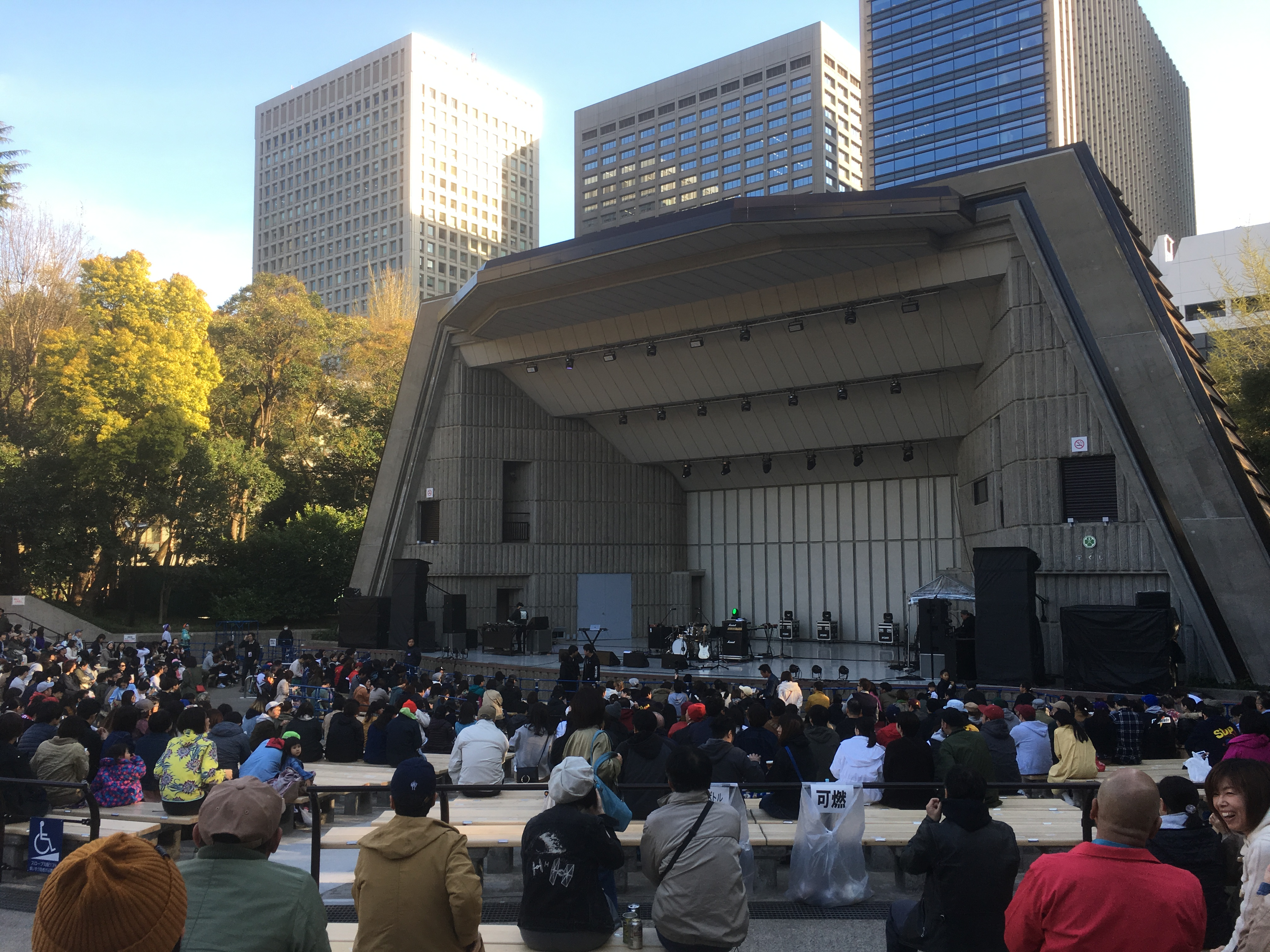
Koncert